# James Wong Howe
James Wong Howe   (Taishan, 28 d'agost de 1899 - Hollywood, 12 de juliol de 1976) nascut Wong Tung Jim, va ser un cinematògraf estatunidenc nascut a la Xina que va treballar en més de 130 pel·lícules. Durant els anys 1930 i 1940, va ser un dels més buscats pel cinematògraf a Hollywood a causa de les seves innovadores tècniques de filmació. Howe va ser conegut com un mestre de l'ús de l'ombra i un dels primers a utilitzar la cinematografia enfocada en profunditat, en la qual tant els plans de primer pla com els distants segueixen enfocats.
Nascut a Canton (Guangzhou), Xina, Howe va emigrar als Estats Units als cinc anys i va créixer a Washington. Va ser boxejador professional durant els seus anys d'adolescent, i més tard va començar la seva carrera en la indústria del cinema com a assistent de Cecil B. DeMille. Howe va ser pioner en l'ús de lents d'angle ampli i il·luminació de tecles baixes, així com l'ús del dolly.
Malgrat l'èxit de la seva vida professional, Howe es va enfrontar a una discriminació racial significativa en la seva vida privada. Es va convertir en ciutadà estatunidenc només després de la derogació de la Llei d'Exclusió Xinesa el 1943, i a causa de les lleis anti-miscegenació, el seu matrimoni amb una dona blanca no va ser legalment reconegut als Estats Units fins a 1948.
Howe va guanyar 10 nominacions per l'Oscar a la Millor Cinematografia, guanyant dues vegades per The Rose Tattoo (1955) i Hud (1963). Va ser seleccionat com un dels 10 cinematògrafs més influents en una enquesta dels membres del International Cinematographers Guild.

## Biografia

### Inicis
Howe va néixer Wong Tung Jim a Taishan, província de Canton, Xina el 1899. El seu pare Wong Howe es va traslladar a Amèrica aquell any per treballar en el Northern Pacific Railway i el 1904 va ser enviat a la seva família. Els Howes es van establir a Pasco, Washington, on posseïen una botiga general. Una càmera de Brownie, que es deia que havia estat comprada a Pasco Drug (una fita de la ciutat ara tancada) quan era un nen, va despertar un interès primerenc en la fotografia.
Després de la mort del seu pare, l'adolescent Howe es va traslladar a Oregon per viure amb el seu oncle i breument va considerar una carrera com a boxejador de pes bantam. Després de compilar un rècord de 5 victòries, 2 derrotes i un empat. Howe es va traslladar a l'àrea de la badia de San Francisco amb l'esperança d'assistir a l'escola d'aviació, però es va quedar sense diners i va marxar al sud a Los Angeles. Un cop allà, Howe va prendre diverses feines estranyes, incloent-hi el treball com a noi de repartiment d'un fotògraf comercial i com a autobús a l'Hotel Beverly Hills.
Després d'una trobada casual amb un antic col·lega de boxa que estava fotografiant un curtmetratge Mack Sennett als carrers de Los Angeles, Howe es va acostar al cinematògraf Alvin Wyckoff i va aconseguir un treball de baix nivell al laboratori de pel·lícules de Famous Players-Lasky Studios. Poc després va ser cridat a l'equip de The Little American per actuar com un noi extra plegador, que el va posar en contacte amb el director de cinema mut Cecil B. DeMille. Commogut per la visió de l'asiàtic diminutiu que sostenia la pissarra amb un gran cigar a la boca, DeMille va mantenir a Howe i va llançar la seva carrera com a assistent de càmera. Per guanyar diners addicionals, Howe va fer publicitat per a les estrelles de Hollywood.

### Cinema mut
Una d'aquestes fotografies va llançar la carrera de Howe com a director de fotografia quan es va trobar amb un mitjà de fer que l'estrella de cinema mut Mary Miles Minter semblés més fosca fotografiant-la mentre mirava una superfície fosca. Minter va demanar que Howe fos el primer càmera, és a dir, el director de fotografia, en la seva següent característica, i Howe va filmar els tancaments de Minter per a Drums of Fate col·locant vellut negre en un gran marc al voltant de la càmera. Al llarg de la seva carrera, Howe va conservar la reputació de fer que les actrius es veiessin les seves millors característiques només mitjançant la il·luminació i poques vegades va recórrer a l'ús del guargó o altres difusiós sobre la lent per suavitzar les seves característiques. Howe va treballar constantment com a director de fotografia des de 1923 fins al final de l'era del cinema mut.
El 1928, Howe estava a la Xina filmant antecedents per una pel·lícula que esperava dirigir. El projecte en què estava treballant mai no es va completar (encara que algunes de les imatges es van utilitzar a Shanghai Express), i quan va tornar a Hollywood, va descobrir que els "talkies" havien suplantat en gran manera les produccions mudes. Sense experiència en aquest mitjà, Howe no va poder trobar feina. Per restablir-se, Howe primer va cofinançar una pel·lícula en japonès a Califòrnia del sud titulada Chijiku wo mawasuru chikara (La força que gira la Terra al voltant del seu eix), que també va fotografiar i codirigir. Quan aquesta pel·lícula no va aconseguir trobar un públic en les comunitats nisei de Califòrnia o el Japó, Howe va filmar la característica de baix pressupost avui en dia sense salari. Finalment, el director i productor Howard Hawks, a qui havia conegut a The Little American, el va contractar per al Codi Penal i després el director William K. Howard el va seleccionar per ser el director de fotografia de Transatlantic.

### Cinema sonor i els anys de guerra
El treball innovador de Howe en Transatlantic el va restablir com un dels principals cinematògrafs de Hollywood, i va treballar contínuament durant els anys 1930 i 1940, generalment en diverses pel·lícules per any. Howe es va guanyar una reputació com a perfeccionista que podia ser difícil de treballar, sovint sobrerreglant i fins i tot colpejant altres membres de la tripulació del cinema. En un número del 1945 de The Screen Writer, Howe va declarar les seves opinions sobre la responsabilitat d'un càmera, escrivint a The Cameraman Talks Back que "het."he cameraman confereix amb el director: (a) la composició de les preses per a l'acció, ja que algunes escenes requereixen una composició definida per al seu millor efecte dramàtic, mentre que altres requereixen la màxima fluïdesa, o llibertat de qualsevol definició estricta o estilització; (b) atmosfera; (c) l'estat d'ànim dramàtic de la història, que planegen junts des del principi fins al final; (d) l'acció de la peça." L'àmplia visió de Howe de les responsabilitats d'un cinematògraf reflectia les establertes per als primers càmeres en pel·lícules mudes i va continuar a través de l'era de l'estudi, on la majoria dels directors també eren empleats contractats principalment a càrrec d'actors.
Howe va ser nominada a un Oscar el 1944 en la categoria "Millor Cinematografia: Negre i blanc" pel seu treball en la pel·lícula Air Force, una nominació que va compartir amb Elmer Dyer, A.S.C., i Charles A. Marshall.
A principis de la dècada de 1930, mentre que a la MGM, Howe, que en general havia estat facturat com a "James Howe", va començar a llistar el seu nom en crèdits cinematogràfics com a "James Wong Howe". Al llarg de la seva carrera, també va ser acreditat com a "James How", "Jimmie Howe" i "James Wong How". Sovint publicitat com a càmera xinesa, es va impedir a Howe convertir-se en ciutadà estatunidenc fins a la derogació de la Llei d'Exclusió Xinesa el 1943. Abans de la Segona Guerra Mundial, Howe va conèixer a la seva futura esposa, la novel·lista Sanora Babb, amb qui es va casar el 1937 a París. A causa de les lleis anti-miscegenació, el matrimoni no seria legalment reconegut als Estats Units fins al 1948. Babb va morir el 2005, amb 98 anys.

### Postguerra
Després del final de la Segona Guerra Mundial, el contracte a llarg termini de Howe amb Warner Bros, va caducar, i va visitar la Xina per treballar en un documental sobre els nois de rickshaw. Quan va tornar, Howe es va trobar a la llista grisa. Mentre que mai va ser comunista, Howe va ser nomenat testimoni com a simpatitzant. Howe i la seva esposa Sanora Babb, que havia estat membre del Partit Comunista, es van traslladar a Mèxic durant un temps. Howe va ser director de fotografia de la pel·lícula de RKO, Mr. Blandings Builds His Dream House (1948) protagonitzada per Cary Grant, Myrna Loy i Melvyn Douglas. Howe va tenir problemes per trobar feina fins que l'escriptor i director Samuel Fuller el va contractar per disparar el baró d'Arizona alliberat el 1950.
De nou restablerta, el treball de la càmera de Howe va continuar sent molt considerat. El 1949 va fer proves i va ser contractat per una pel·lícula de retorn mai feta protagonitzada per Greta Garbo (una adaptació a la pantalla de La Duchesse de Langeais de Balzac). El 1956, Howe va guanyar el seu primer Premi de l'Acadèmia per The Rose Tattoo. El director de la pel·lícula, Daniel Mann, havia estat originalment un director d'escena i més tard va declarar que va donar a Howe el control sobre gairebé totes les decisions sobre el rodatge, a part de les relatives als actors i el diàleg. A Sweet Smell of Success (1957), Howe va treballar amb el director Alexander Mackendrick per donar a la pel·lícula en blanc i negre un aspecte afilat que recorda a la fotografia tabloide de Nova York, com la presa per Arthur "Weegee" Fellig. Durant la dècada de 1950, Howe va dirigir les seves úniques pel·lícules en anglès, Invisible Avenger, una de les moltes adaptacions cinematogràfiques de The Shadow, i Go Man Go, una pel·lícula sobre els Harlem Globetrotters. Tampoc va ser un èxit crític ni comercial. El 1961 Howe va dirigir episodis de Checkmate i 87th Precinct, i després va tornar a la cinematografia.

### Vida i treballs posteriors
L'obra més coneguda de Howe era gairebé completament en blanc i negre. Els seus dos Premis de l'Acadèmia van arribar durant el període en què els Oscars de la Millor Cinematografia van ser atorgats per separat per pel·lícules de color i blanc i negre. No obstant això, va fer amb èxit la transició a pel·lícules en color i va guanyar la seva primera nominació a l'Oscar per una pel·lícula en color el 1958 per The Old Man and the Sea. Va guanyar el seu segon Premi de l'Acadèmia pel Hud de 1963. La seva cinematografia va continuar sent enginyosa durant la seva carrera posterior. Per exemple, el seu ús d'ulls de peix i lents d'angle ampli en Seconds (1966) va ajudar a donar una tensió de remolí a la pel·lícula de ciència-ficció del director John Frankenheimer.
Durant la dècada de 1960, va ensenyar cinematografia a l'Escola de Cinema d'UCLA. Alguns dels seus estudiants inclouen Dean Cundey. Stephen H. Burum, i Alex Funke. Howe prendria un conjunt mínim i ensenyaria com aconseguir un determinat estat d'ànim i estil amb només il·luminació. Cundey va dir: "era la meva classe més valuosa que vaig prendre a l'escola de cinema" i va canviar la seva direcció de carrera a la cinematografia.
Després de treballar en The Molly Maguires (1970), la salut de Howe va començar a fallar, i va entrar en semiretirament. El 1974, va ser prou bo per ser seleccionat com a director de fotografia substitut de Funny Lady. Es va col·lapsar durant el rodatge; el president de la Societat Americana de Cinematògrafs Ernest Laszlo es va ocupar de Howe mentre es recuperava a l'hospital. Funny Lady va guanyar Howe la seva desena i última nominació a l'Oscar. Es van fer tres documentals sobre Howe durant les dues últimes dècades de la seva vida.
L'Associació d'Artistes Asiàtics del Pacífic ha donat el Premi James Wong Howe. Els guanyadors anteriors de "The Jimmy" han inclòs Arthur Dong, Genny Lim i Jude Narita.

## Vida personal
Howe va conèixer la seva dona, una dona blanca anomenada Sanora Babb, abans de la Segona Guerra Mundial. Van viatjar a París el 1937 per casar-se, però el seu matrimoni no va ser reconegut per l'estat de Califòrnia fins al 1948, després que la llei que prohibia el matrimoni interracial fos abolida. A causa de la prohibició, la clàusula moral dels contractes d'estudi de Howe li va prohibir reconèixer públicament el seu matrimoni amb Babb. No cohabitaven a causa de les seves opinions tradicionals xineses, per la qual cosa tenien apartaments separats en el mateix edifici.
Durant els primers anys de les audiències del Comitè d'Activitats Antiamericanes de la Casa, Babb va ser inclosa a la llista negra a causa que suposadament tenia llaços comunistes del seu matrimoni amb Howe; es va traslladar a Ciutat de Mèxic per protegir el "comiadant" de l'assetjament racial.
Howe va criar el seu fill, productor i director Martin Fong després que Fong arribés als Estats Units.
Està enterrat al Pierce Bros. Westwood Memorial Park de Los Angeles.

## Innovacions tècniques
El primer descobriment de Howe va ser l'ús de vellut negre per fer que els ulls blaus es presentessin millor en l'estoc de pel·lícula ortocromàtica en ús fins a principis de la dècada de 1920. La pel·lícula ortocromàtica era "blau cega"; era sensible al blau i a la llum verda, que es mostrava com a blanca en la pel·lícula desenvolupada. Es van enfosquir els vermells i els grocs. Davant el problema dels ulls dels actors que apareixien rentats o fins i tot blancs en la pel·lícula, Howe va desenvolupar una tècnica de muntar un marc amb vellut negre al voltant de la seva càmera de manera que les reflexions enfosqueixessin els ulls dels actors prou com per aparèixer més natural en la pel·lícula desenvolupada.
Howe es va guanyar el sobrenom de "Low-Key Howe" a causa del seu penchant per il·luminació dramàtica i ombres profundes, una tècnica que va arribar a estar associada amb el cinema noir.1717 his Més tard en la seva carrera, quan les pel·lícules es van fer més ràpides i sensibles, Howe va continuar experimentant amb la seva fotografia i tècniques d'il·luminació, com filmar una escena a The Molly Maguires només per espelma.
Howe també era conegut pel seu ús de lents inusuals, estocs de pel·lícules i tècniques de rodatge. Per a la pel·lícula de 1927, The Rough Riders, Howe va crear una versió primerenca d'un crab dolly, una forma de càmera dolly amb quatre rodes independents i un braç mòbil a la qual s'adjunta la càmera. Per a les escenes de boxa de Body and Soul (1947), va entrar a l'anell de boxa de patinatges, portant una càmera portàtil primerenca. Picnic (1955) compta amb un exemple molt primerenc de l'helicòpter filmat per la segona unitat de fotografia, Haskell Wexler, i planejat per Wexler i Howe.
Howe va ser el primer cinematògraf minoritari admès a l'ASC, citacitació necessària to i va fer de mentor d'altres cinematògrafs minoritaris, com John Alonzo, que va disparar a Chinatown i moltes altres produccions en els anys 1970, 1980 i 1990. Alonzo va acreditar a Howe que li va donar el seu gran descans en la pel·lícula Seconds com a operador de càmera, fent seqüències a mà durant les escenes de la festa salvatge amb Rock Hudson. Alonzo es va fer conegut per la seva tècnica de mà.
Howe també va rodar The Outrage, un remake de Rashomon. Durant les escenes de persecució a través del bosc, Howe va fer córrer els actors al seu voltant en un cercle, que quan es va filmar, sembla una persecució. Alonzo va utilitzar aquesta tècnica en Sounder, en la seqüència de persecució en fusta.
Tot i que la innovació de la cinematografia enfocada en profunditat sol associar-se amb Gregg Toland, Howe la va utilitzar en la seva primera pel·lícula sonora, Transatlantic, 10 anys abans que Toland utilitzés la tècnica a Citizen Kane. Per a un enfocament profund, el cinematògraf redueix l'obertura de la lent de la càmera, i inunda el conjunt amb la llum, de manera que els elements en el primer pla i el fons romanen en un focus agut. La tècnica requereix una pel·lícula molt sensible i era difícil d'aconseguir amb les primeres existències de pel·lícules. Juntament amb Toland i Arthur Edeson, Howe va ser un dels primers cinematògrafs a utilitzar-lo amb èxit.

## Filmografia
- Drums of Fate (1923)
- The Trail of the Lonesome Pine (1923)
- The Woman With Four Faces (1923)
- To the Last Man (1923)
- The Spanish Dancer (1923)
- The Call of the Canyon (1923)
- The Breaking Point (1924)
- The Alaskan (1924)
- Peter Pan (1924)
- The Charmer (1925)
- Not So Long Ago (1925)
- The Best People (1925)
- The King on Main Street (1925)
- Padlocked (1926)
- Sea Horses (1926)
- Mantrap (1926)
- The Rough Riders (1927)
- Sorrell and Son (1927)
- Laugh, Clown, Laugh (1928)
- The Perfect Crime (1928)
- Desert Nights (1929)
- The Rescue (1929)
- The Criminal Code (1931)
- Transatlantic (1931)
- Surrender (1931)
- The Yellow Ticket (1931)
- Man About Town (1932)
- The Power and the Glory (1933)
- Baby Face (1933)
- Manhattan Melodrama (1934)
- The Thin Man (1934)
- Stamboul Quest (1934)
- Mark of the Vampire (1935)
- The Flame Within (1935)
- O'Shaughnessy's Boy (1935)
- Three Live Ghosts (1936)
- Fire Over England (1937)
- The Prisoner of Zenda (1937)
- The Adventures of Tom Sawyer (1938)
- Algiers (1938)
- Em van fer un criminal (They Made Me a Criminal) (1939)
- The Oklahoma Kid (1939)
- Daughters Courageous (1939)
- Dust Be My Destiny (1939)
- Fantasia (1940, uncredited for Philadelphia Orchestra sequences)
- Abe Lincoln in Illinois (1940)
- The Strawberry Blonde (1941)
- Shining Victory (1941)
- Out of the Fog (1941)
- Navy Blues (1941)
- Kings Row (1942)
- Yankee Doodle Dandy (1942)
- Air Force (1943)
- Hangmen Also Die (1943)
- The North Star (1943)
- Passage to Marseille (1944)
- Objective, Burma! (1945)
- Confidential Agent (1945)
- My Reputation (1946)
- Pursued (1947)
- Body and Soul (1947)
- Mr. Blandings Builds His Dream House (1948)
- Una vida plena (The Time of Your Life) (1948)
- The Baron of Arizona (1950)
- The Eagle and the Hawk (1950)
- He Ran All the Way (1951)
- Main Street to Broadway (1953)
- Jennifer (1953)
- Go,Man,Go! (1954)
- Picnic (1955)
- The Rose Tattoo (1955)
- Sweet Smell of Success (1957)
- Bell, Book and Candle (1958)
- Hud (1963)
- The Outrage (1964)
- The Glory Guys (1965)
- This Property Is Condemned (1966)
- Seconds (1966)
- Hombre (1967)
- The Heart Is a Lonely Hunter (1968)
- The Molly Maguires (1970)
- Funny Lady (1975